# Dudley Ryder (1er comte de Harrowby)
Pour les articles homonymes, voir Dudley Ryder.
Dudley Ryder (22 décembre 1762 - 26 décembre 1847) est un homme politique britannique, membre de la faction pittite et du Parti conservateur.

## Éducation
Né à Londres, il est le fils aîné de Nathaniel Ryder (1er baron Harrowby), et de son épouse Elizabeth (née Terrick). Dudley Ryder est son grand-père et Richard Ryder, son frère cadet. Il étudie à la Harrow School et au St John's College, à Cambridge.

## Carrière politique
Il est élu à Tiverton, ancien siège de député de son père, en 1784. Sa carrière gouvernementale débute par une nomination au poste de sous-secrétaire d'État aux affaires étrangères en 1789. En 1791, il est nommé commandant adjoint des Forces, après avoir été nommé vice-président de la chambre de commerce en 1790. Il démissionne de ses fonctions et de celle de trésorier de la marine lorsqu'il accéède à la baronnie de son père en juin 1803. En 1804, il est Secrétaire d'État des Affaires étrangères et du Commonwealth. Après la première entrevue de James Monroe avec lui le 30 mai 1804, Monroe signale à son gouvernement "que les positions de Lord Harrowby étaient délibérément hostiles; sa réception a été rude, ses commentaires sur l'habitude du Sénat de mutiler les traités sont sévères, sa conduite tout au long de l'interview a été calculée pour blesser et irriter. ".
En 1805, il est Chancelier du duché de Lancastre dans le gouvernement de son ami intime, William Pitt le Jeune. La dernière année, il est envoyé en mission spéciale et importante auprès des empereurs d'Autriche et de Russie et du roi de Prusse. En 1809, il devient vicomte Sandon, de Sandon dans le comté de Stafford, et comte de Harrowby, dans le comté de Lincoln. De 1809 à 1812, il exerce les fonctions de ministre sans portefeuille dans le cabinet de Spencer Perceval.
De 1812 à 1827, il exerce les fonctions de Lord président du Conseil sous Lord Liverpool. Après la mort de George Canning en 1827, Harrowby refuse de servir George IV en tant que Premier ministre et n’a plus jamais repris de fonctions. Malgré cela, il continue à prendre part à la vie politique, particulièrement pendant l'impasse qui a précédé l'adoption du Reform Act en 1832. La longue association de Harrowby avec les conservateurs ne l'empêche pas d'aider à supprimer les discriminations contre les catholiques romains et les dissidents protestants, ni de soutenir le mouvement en faveur d'une réforme électorale ; il est également en faveur de l'émancipation des esclaves.

## Famille
Il épouse en 1795 Susanna Leveson-Gower, fille de Granville Leveson-Gower (1er marquis de Stafford). Ils ont trois fils et cinq filles. Elle est décédée en mai 1838. Lord Harrowby lui survit neuf ans et meurt en décembre 1847 dans sa résidence de Staffordshire, Sandon Hall, âgé de 85 ans, étant, comme le dit Charles Cavendish Fulke Greville, « le dernier de sa génération et les ces temps agités et de puissants concours. » Son fils aîné, Dudley Ryder (2e comte de Harrowby), lui succède dans ses titres. Il est membre de l'Association littéraire des Amis de la Pologne.